# Ulysses, Kansas
Ulysses là một thành phố thuộc quận Grant, tiểu bang Kansas, Hoa Kỳ. Năm 2010, dân số của xã này là 6161 người.

## Dân số
Dân số các năm:
- Năm 2000: 5960 người
- Năm 2010: 6161 người